# Antologia de la poesia reusenca
L'Antologia de la poesia reusenca va ser una col·lecció de llibres de poesia d'autors vinculats amb Reus que el doctor Vallespinosa dirigí des de 1956 a 1961.
Bonaventura Vallespinosa, va ser elegit president de la secció de lletres del Centre de Lectura el desembre de 1955, i va emprendre diverses iniciatives, entre d'altres la celebració de la Diada de la Poesia Reusenca, on diversos autors locals serien donats a conèixer i es recitarien els seus versos per l'aula de declamació del Centre de Lectura i per diferents rapsodes, entre ells, Xavier Amorós i Rafael Vilà Barnils. En anys successius, van anar prenent més protagonisme els mateixos autors recitant els seus versos. Dels poemes de la Diada se'n faria una publicació, Antologia de la poesia reusenca, el mateix any 1956. Aquesta iniciativa va sorgir amb ànim de continuïtat, i en els anys següents, després de la Diada de la Poesia, sortia el corresponent volum de l'Antologia. En els pròlegs de cada un dels sis volums que van sortir, escrits sense signar pel doctor Vallespinosa, s'indica sempre la voluntat de fer conèixer als reusencs, i també a tot el país, les obres dels poetes locals, que, a percepció de la secció de Lletres, tinguessin interès i rellevància.
La publicació de 1961, que va ser l'última, la va dirigir per delegació de Vallespinosa, Josep Maria Arnavat, i potser per això va prendre una altra volada: s'hi van incorporar dibuixos de Pere Calderó, Juli Garola, Sefa Ferré, Ceferí Olivé, Magda Folch, Enric Prats, Josep Iglésies, Rodolf Figuerola, Constantí Zamora, Morató Aragonès, Nosàs i Ferré Revascall, entre alguns altres.
A més, a l'Antologia, per tal de promoure aquesta implicació poetes-ciutat que deia Vallespinosa, hi ha un espai destinat al guanyador del premi Poetes Novells, també instaurat per la secció de Literatura. El primer any el guanya Jordi Gebellí, el 1957 Maria Cabré de Calderó, i el 1959 Gerard Ricard.
Però l'Antologia no és ben bé una antologia, ja que no segueix cap criteri determinat a l'hora de triar les composicions, sinó que és una mena de miscel·lània anual amb una mostra de la producció poètica de les persones que vivien a Reus i que tenien una producció catalana en vers mínimament digne.
De la impressió se n'encarregà la Impremta Diana, que oferia un preu mòdic a la Secció de Lletres, faltada de recursos econòmics. La publicació era molt senzilla, i no del tot acurada amb els errors d'impremta o gramaticals, però sembla que el doctor Vallespinosa no era gaire escrupolós en aquests aspectes.
Entre els autors que publiquen a les Antologies, trobem Ernest Casajuana, Ricard Ballester, Salvador Torrell, Emili Donato, Josep Iglésies, Rafael Vilà Barnils, Francesc Martí Queixalós, Ramon Muntanyola, Josep Alsina Gebellí, Maria Eulàlia Amorós Solà, Xavier Amorós, Antoni Correig, Enric Prats Auqué, Oleguer Huguet, i d'altres. Entre tots aquests autors hi ha una gran varietat formal i temàtica, però formen part, els autors i l'Antologia, dels moviments poètics de resistència cultural catalana de la postguerra.
El 1975, de la mà de l'escriptor i historiador Pere Anguera, es va publicar una Antologia de la Poesia Reusenca 1975, que incorporava noms de poetes de la nova generació junt amb d'altres ja coneguts.